# Davidbrownita-(NH₄)
La davidbrownita-(NH₄) és un mineral de la classe dels minerals orgànics. Rep el nom en honor de David Brown (nascut l'11 d'abril de 1932, Edgeware, Middlesex, Regne Unit), cristal·lògraf britànic-canadenc i professor de la Universitat McMaster, a Hamilton, Ontario (Canadà). El Dr. Brown és ben conegut per desenvolupar la teoria de la valència de valors que utilitzen els cristal·lògrafs mineralògics de tot el món.

## Característiques
La davidbrownita-(NH₄) és un oxalat de fórmula química (NH₄)₅(V4+O)₂(C₂O₄)[PO2.75(OH)1.25]₄(H₂O)₃. Va ser aprovada com a espècie vàlida per l'Associació Mineralògica Internacional l'any 2019, sent publicada per primera vegada el mateix any, sent el primer mineral orgànic de vanadi aprovat. Cristal·litza en el sistema monoclínic. La seva duresa a l'escala de Mohs és 2.
Les mostres que van servir per a determinar l'espècie, el que es coneix com a material tipus, es troben conservades al Museu d'Història Natural del Comtat de Los Angeles, a Los Angeles (Califòrnia) amb el número de catàleg: 66951, 66955 i 66959.

## Formació i jaciments
Va ser descoberta a la mina Rowley, situada a la localitat de Theba, dins el districte miner de Painted Rock (comtat de Maricopa, Arizona, Estats Units), on es troba en forma d'agulles o fulles estretes de fins a uns 0,2 mm de longitud. Aquesta mina estatunidenca és l'únic indret de tot el planeta on ha estat descrita aquesta espècie mineral.